# Canadian Boat-Song
Canadian Boat-Song è un poema o una canzone scritta in modo anonimo la cui registrazione è apparsa per la prima volta all'inizio del XIX secolo. La questione della sua paternità ha generato una considerevole quantità di dispute nell'ambito letterario.
La prima apparizione del poema/canzone fu del settembre 1829, nella colonna Noctes Ambrosianae del Blackwood's Magazine. È stato descritto come tradotto in inglese dal gaelico scozzese, e di aver avuto origine tra i voyageurs di origine francocanadese che remavano nelle grandi canoe in legno di betulla dal fiume San Lorenzo a Montréal e su per il fiume Ottawa fino all'altezza di Grand Portage nel pays d'en haut, oltre il Lago Superiore. Ciò nonostante studiosi gaelici hanno respinto l'affermazione che il poema/canzone fosse derivato dal gaelico.
Si sostenne che il poema/canzone provenisse dall'Alto Canada, attribuito a un certo "Christopher North", che è anche lo pseudonimo con cui firmava le sue opere lo scrittore scozzese John Wilson (1785 – 1854). Tuttavia questa incertezza generò nell'ambiente accademico numerose ipotesi sul suo effettivo autore, attribuendo lo scritto, oltre che a Wilson, a William Dunlop (1792 – 1848), John Galt (1779 – 1839), John Gibson Lockhart (1794 – 1854), David Macbeth Moir (1798 – 1851), Walter Scott (1771 – 1832). Le argomentazioni più forti indicano Moir, quelle più deboli Scott.